# 修羅場 (THE BACK HORNの曲)
「修羅場」（しゅらば）は、THE BACK HORNの配信限定シングル。2024年7月3日配信開始。

## 概要
2024年7月から10月にかけて連続リリースされるコンセプトシリーズ『光と影』の1作目。
カバーアートは映像作家のyonayona graphicsが制作し、ミュージック・ビデオは『「KYO-MEI SPECIAL LIVE」〜共命祝祭〜』の映像演出を担当した映像作家のQ昆が制作した。

## 収録曲
1. 修羅場
作詞・作曲：菅波栄純、編曲：THE BACK HORN